# Ochthebius annae
Ochthebius annae es una especie de escarabajo del género Ochthebius, familia Hydraenidae. Fue descrita científicamente por Ferro en 1979.
Se distribuye por Grecia (en la isla de Creta, Rétino). Mide 1,8 milímetros de longitud.